# Llefelys
Llefelys [ɫe'velis], auch Llevelys, Lleuelys oder Llefelis, ist eine Sagenfigur aus dem Mabinogion der walisischen Mythologie. Er ist der Bruder von Lludd und der Sohn von König Beli Mawr fab Mynogan,.

## Mythologie
In der Erzählung Cyfranc Lludd a Llefelys („Die Geschichte von Lludd und Llefelys“) hat Lludd, der König Britanniens, seinem jüngeren Bruder Llefelys einst geholfen, König von Frankreich durch seine Heirat mit der Königstochter zu werden. Einige Zeit später bittet Lludd ihn, sein Reich von drei Plagen zu befreien. Llefelys gibt Lludd die entscheidenden Ratschläge und Gegenstände, um sowohl das Volk der Coranieid, einen Drachen als auch einen Magier unschädlich machen zu können.